# Tenthredo zonula
Tenthredo zonula ist eine Art aus der Familie der Echten Blattwespen (Tenthredinidae). Sie wurde 1814 von dem deutschen Arzt und Entomologen Johann Christoph Friedrich Klug erstmals beschrieben. Tenthredo zonula wird der Untergattung Zonuledo zugeordnet.

## Merkmale
Die Blattwespen sind 7–9 mm lang. Die Weibchen sind überwiegend schwarz gefärbt. Die „Mundteile“ (Clypeus, Mandibeln, Palpen) sind gelb. Die Fühler sind fast vollständig schwarz gefärbt. Lediglich der Scapus, das erste Fühlerglied, ist gelb gefärbt. An den vorderen Seiten des Pronotums befindet sich ein gelber Längsfleck. Die Tegulae sind gelb gefärbt. Das erste Tergit weist am Hinterrand ein gelbes Querband auf. Das fünfte Tergit ist vollständig gelb gefärbt. Die Tergite VIII und XI sind ebenfalls gelb. Nach Taeger (1992) sind häufig auch der Pedicellus, das zweite Fühlerglied, das Scutellum sowie das siebente Tergit gelb gefärbt. Die Beine sind überwiegend gelb gefärbt. Der apikale Teil der hinteren Femora, das apikale Ende der hinteren Tibien sowie die hinteren Tarsen sind schwarz. Die Coxae der Weibchen sind schwarz. Die Vorderflügel weisen eine dunkle Aderung auf. Das dunkelbraune Pterostigma ist an der Basis gelblich aufgehellt. 
Für die Männchen gilt abweichend von den Weibchen: Die Coxae sind gelb, die Ventralseite des Hinterleibs ist mit Ausnahme des hinteren Endes vollständig gelb gefärbt.
Taeger (1992) liefert einen Bestimmungsschlüssel anhand morphologischer Merkmale für die in Zentralasien vorkommenden Tenthredo-Arten, einschließlich T. zonula.
Es gibt in Mitteleuropa mehrere sehr ähnliche Arten in der Gattung Tenthredo, darunter T. amoena und T. zona.
Die Larven von Tenthredo zonula sind gelb bis hell gelbbraun gefärbt. Sie weisen an den Seiten jeweils eine Reihe kleinerer schwarzer Flecke auf.

## Verbreitung
Die Verbreitung von Tenthredo zonula erstreckt sich über weite Teile Europas, fehlt jedoch auf den Britischen Inseln. Auf der Iberischen Halbinsel ist die Art offenbar nur spärlich vorhanden. Nach Osten hin reicht das Vorkommen bis in den europäischen Teil Russlands, in den Kaukasus, in den Nahen Osten sowie bis nach Zentralasien (Kopet-Dag-Gebirge im Nordost-Iran).

## Lebensweise
Die adulten Blattwespen werden in Mitteleuropa von Mai bis Juli beobachtet, meist an den Blüten von Doldenblütlern wie dem Wiesen-Kerbel oder dem Berg-Haarstrang. Die Larvennahrungspflanze von Tenthredo zonula ist das Echte Johanniskraut. Es gibt noch weitere Tenthredo-Arten, deren Larvenwirtspflanze das Echte Johanniskraut ist. Die Eiablage findet unter der Epidermis auf der Blattunterseite statt. Die Larven bewegen sich frei auf den Blättern ihrer Wirtspflanze. Die Junglarven fressen am Blattrand.

## Bilder

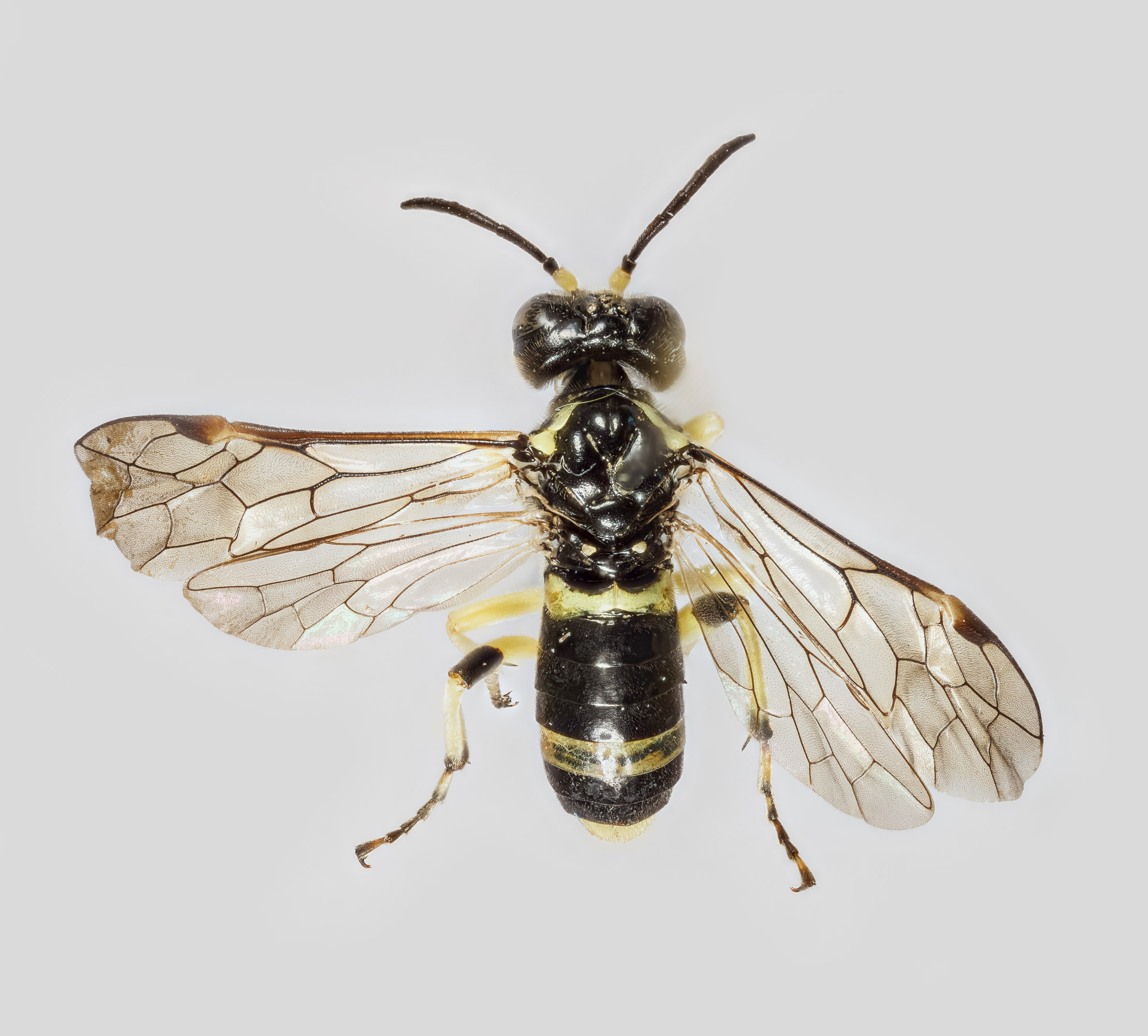
Präparat, Dorsalansicht, Weibchen
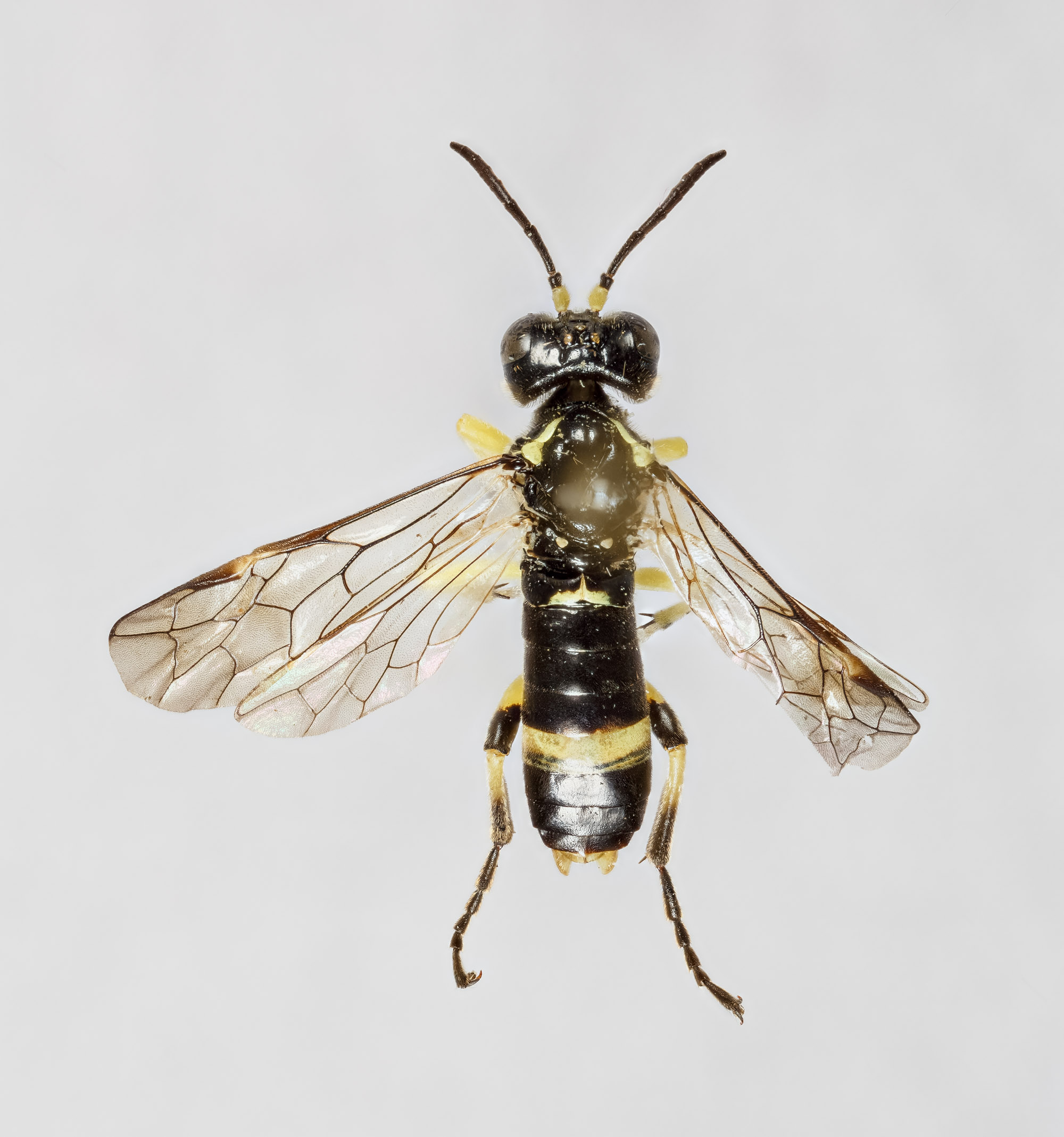
Präparat, Dorsalansicht, Männchen
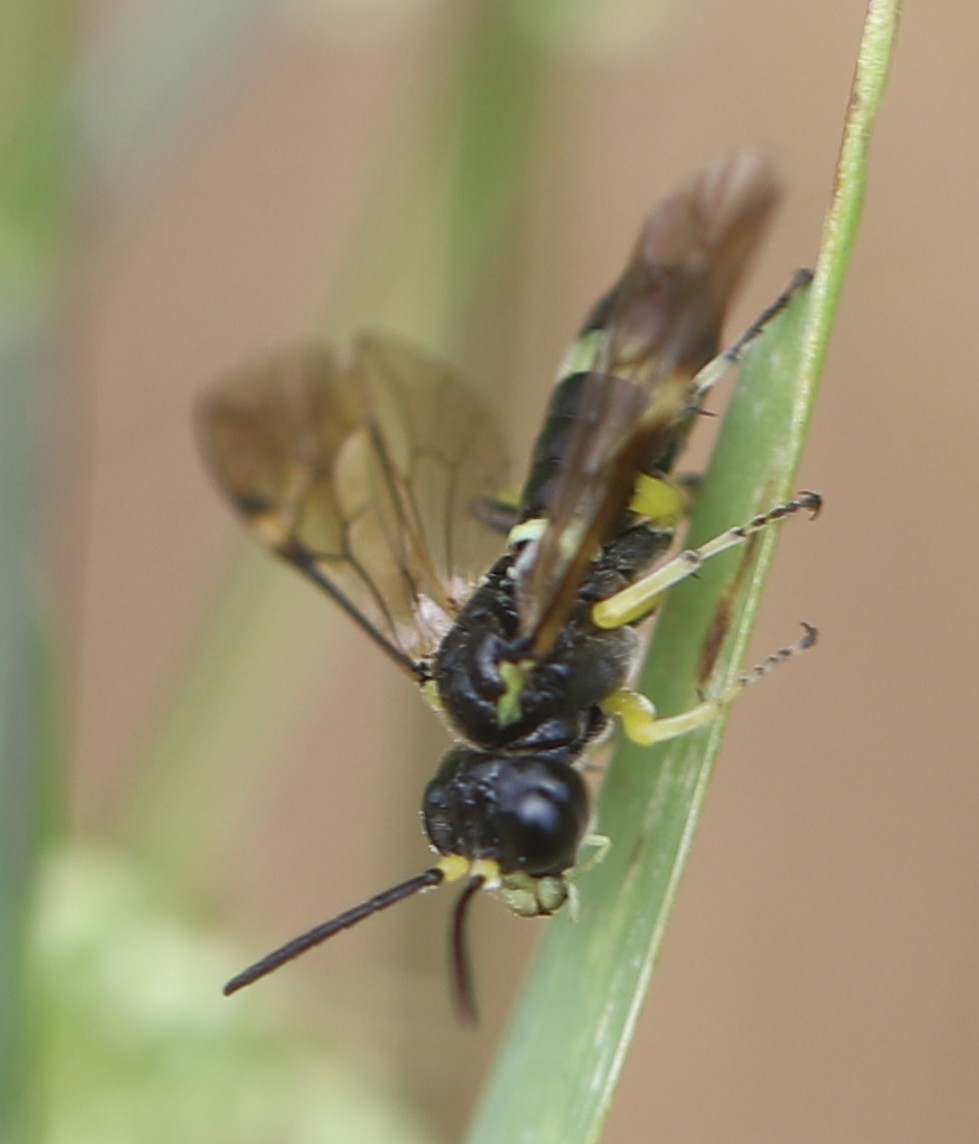
Weibchen
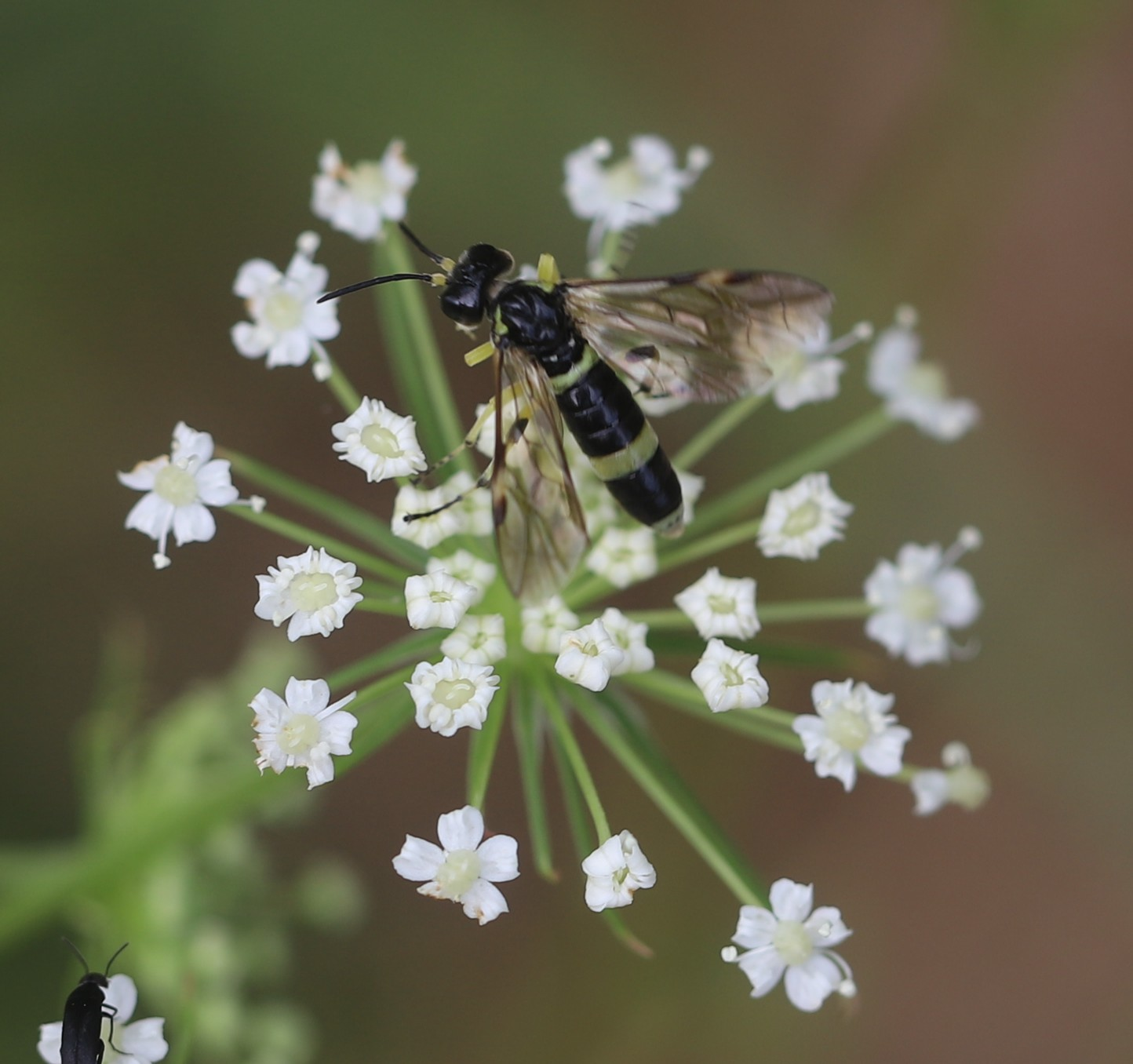
Weibchen an Berghaarstrang
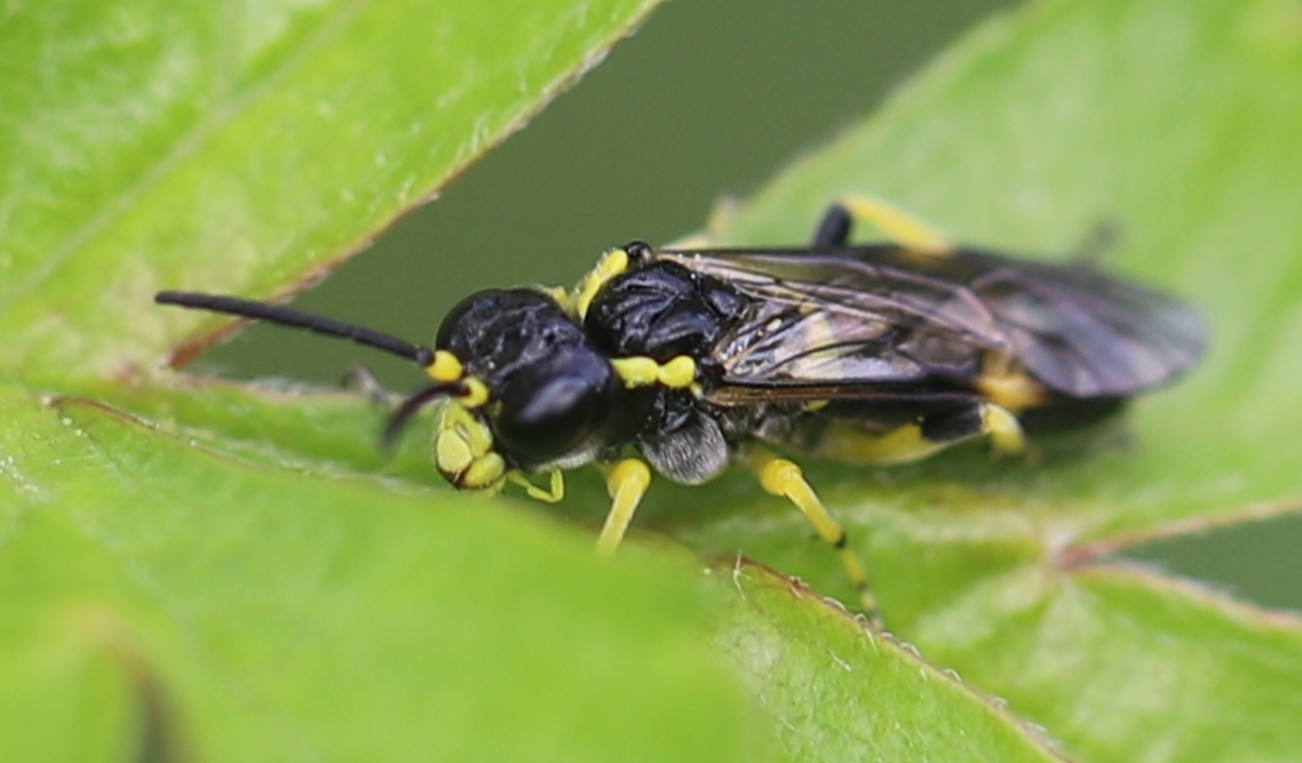
Weibchen
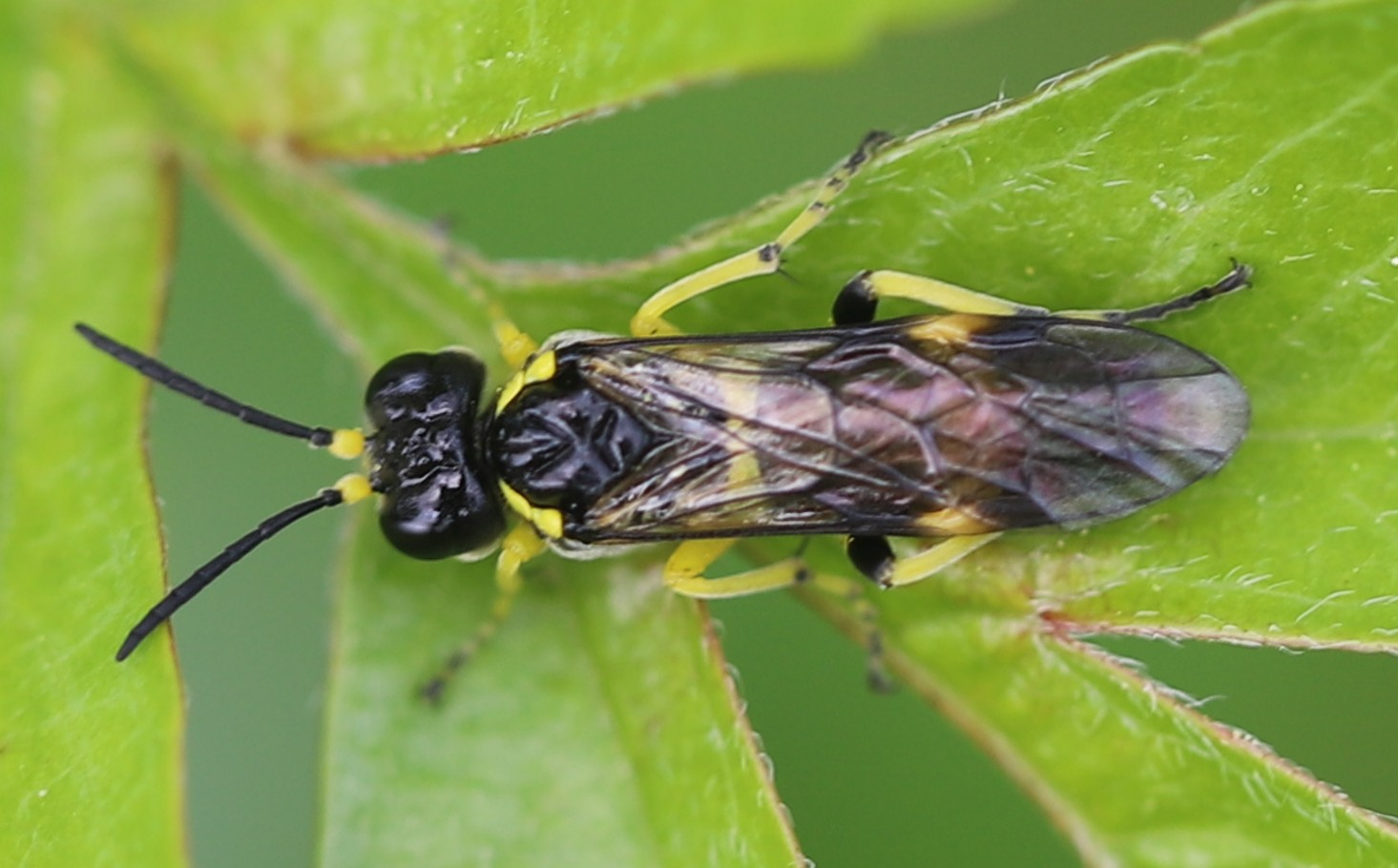
Weibchen, Dorsalansicht